# Hawkins-klass
Hawkins-klassen bestod av fem tunga kryssare som byggdes för Royal Navy under första världskriget, men ingen av dem hann tjänstgöra under kriget. Det första fartyget som färdigställdes, HMS Vindictive, döptes om från HMS Cavendish och konverterades till ett hangarfartyg medan det höll på att byggas. Alla fartyg var uppkallade efter elisabetanska sjökaptener. De tre fartyg som var kvar som kryssare 1939 tjänstgjorde under andra världskriget, där Effingham togs ur tjänst tidigt då hon gick på grund; Raleigh hade gått förlorad i ett liknande skeppsbrott 1922 (och Vindictive var nära att gå förlorad genom grundstötning 1919). Vindictive, som inte längre var en kryssare, tjänstgjorde också under hela kriget. Denna klass utgjorde grunden för definitionen av den största möjliga kryssartypen enligt Washingtonavtalet från 1922.

## Design

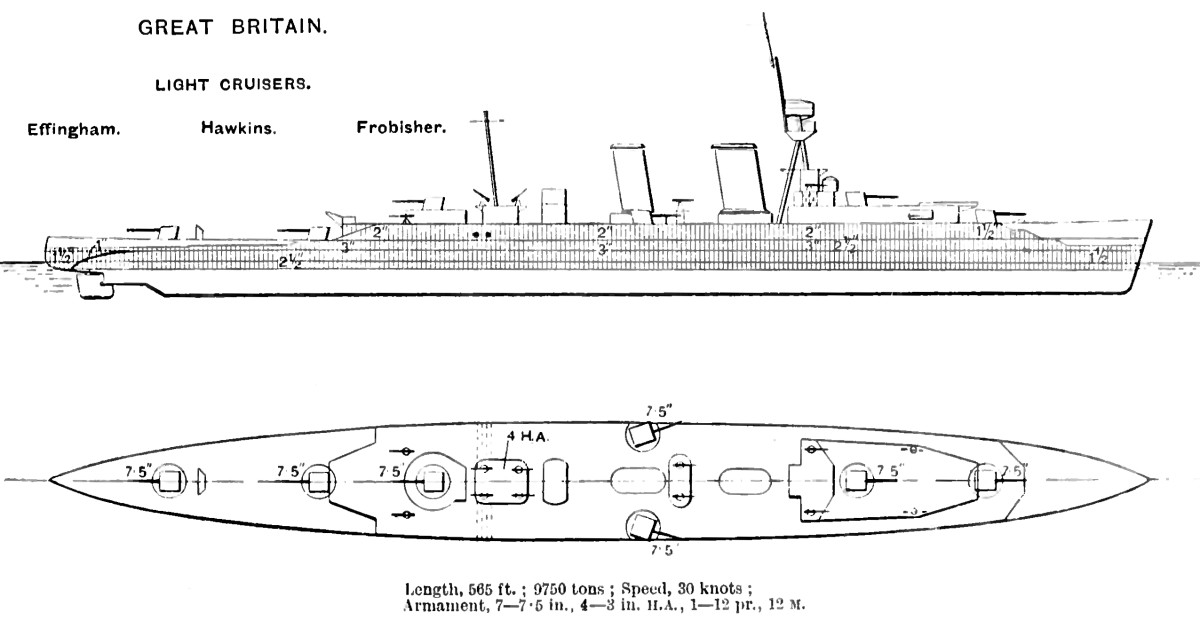
Ritning publicerad i Brassey's Naval Annual 1923.

Även om Hawkins-klassen ibland kallas "förbättrade-Birminghams", med hänvisning till Birmingham-underklassen till de lätta kryssarna i Town-klassen, baserades deras utformning på ett förslag från direktören för marinens konstruktionsbyrå, Eustace Tennyson d'Eyncourt, 1912-1913. Som en reaktion på rykten om stora tyska kryssare beväpnade med 17,5 cm kanoner samt behovet av att ersätta de äldre pansarkryssare som var utplacerade i imperiet, föreslog d'Eyncourt ett oljedrivet och lätt bepansrat fartyg på 7 600 ton med en kapacitet på 26 knop (48 km/h) och beväpnat med 19,1 cm kanoner. Han betecknade konstruktionen som en "lätt kryssare för Atlanttjänst" och optimerade den för att få en god sjöduglighet för att jaga tyska ytfartyg i Atlanten genom att ge den ett djupt djupgående och ett högt fribord.
Winston Churchill, First Lord av amiralitet, protesterade mot fartygets storlek och kostnad och bad om en mindre och snabbare konstruktion beväpnad med en blandning av 15,2 cm och 19,1 cm kanoner, med en maxfart på 27,5 knop (50,9 km/h) drivet på olja och en version av den nya konstruktionen som använde en blandning av kol och olja, som i Birmingham-kryssarna, i augusti 1913. Den oljedrivna konstruktionen beräknades kosta 550 000 pund, jämfört med originalets 700 000 pund, medan fartyget med blandat bränsle kostade 590 000 pund. Arbetet med konstruktionerna avbröts dock eftersom marinens konstruktions-budget redan var hårt ansträngd.
Under de första månaderna av första världskriget störde de tyska örlogsfartygen och hjälpkryssarna allvarligt den brittiska sjöhandeln, eftersom behovet av att bilda konvojer eller omdirigera fartygen för att undvika de områden som fienden opererade i allvarligt fördröjde avgångarna eller förlängde resorna. Dessutom krävde behovet av att eskortera konvojerna och att leta efter fientliga fartyg ett stort antal örlogsfartyg som behövdes på annat håll. Den 12 oktober 1914 upprepade d'Eyncourt argumenten för sitt förslag om en "Atlantkryssare" i ett PM till Amiralitetskommittén och tillade att en snabb konstruktion med blandat bränsle och stor räckvidd skulle vara till stor hjälp vid operationer i avlägsna områden där olja kanske inte var tillgänglig.
I början av 1915 hade hoten neutraliserats eller sänkts, men Royal Navy trodde att det var troligt att det skulle bli fler attacker mot handelssjöfarten. Den 9 juni sammanträdde styrelsen för att överväga specifikationer för en stor lätt kryssare som kunde jaga mindre örlogsfartyg var som helst i världen. D'Eyncourt ombads därefter att lämna in ritningar för ett fartyg med en kapacitet på 30 knop (56 km/h) med minst en femtedel av kraften från koleldade pannor och en beväpning på minst tio 15,2 cm kanoner. Han lade fram sex skisser som var beväpnade med olika kombinationer av 15,2, 19,1 och 23,4 cm kanoner med ett skrov på 9 144 ton till 9 906 ton. Baserat på flera möten där fientliga fartyg hade försökt fly så snart de hade upptäckt kryssare, ansåg styrelsen att fartygets beväpning måste kunna nå ut till horisonten och vara tillräckligt kraftfull för att lamslå fienden med en enda träff. 15,2 cm kanonerna förkastades därför, eftersom de ansågs ha för kort räckvidd och vara för svaga, och 23,4 cm kanonen, som ansågs vara för stor för att kunna monteras på skrovet, och bestämde sig för 19,1 cm kanonen i ett nytt fäste som kunde höjas 30° för att maximera räckvidden och som monterades på det större av de två föreslagna skroven.

## Beskrivning

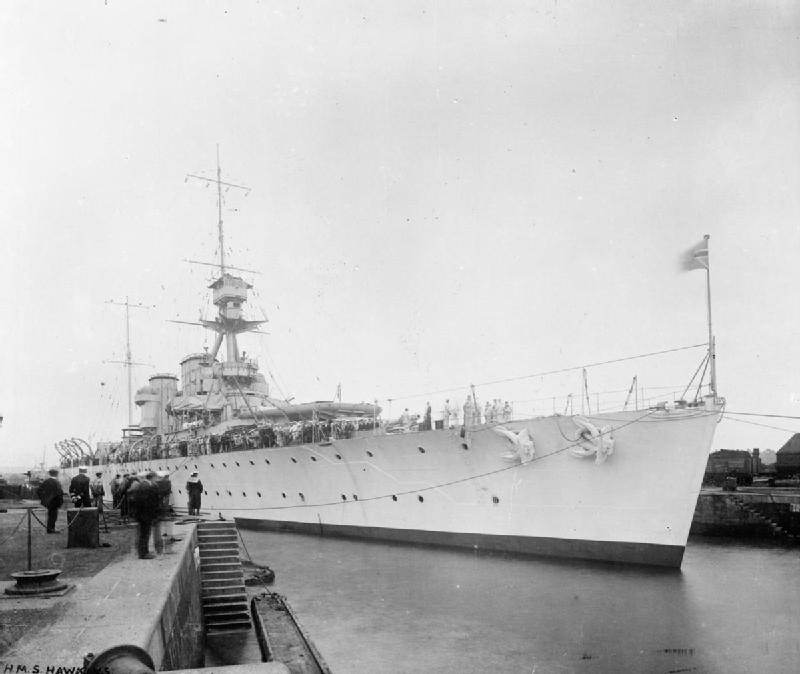
Hawkins i torrdocka, någon gång mellan 1920 och 1935.

Fartygen hade en total längd på 184,4 meter, en bredd på 19,8 meter och ett djupgående på 5,9 meter vid fullast. De hade ett deplacement på 9 960-10 020 ton och 12 300-12 500 ton vid fullast. Skrovets form var baserad på den lätta kryssaren Furious med 1,5 meter långa torpedskott som täckte maskin- och pannrummen. Fartygen hade en metacentrisk höjd på 1,2 meter. Deras besättning bestod av 37 officerare och 672 manskap.
Hawkins-klassen var utrustad med fyra växlade ångturbinaggregat som var och en drev en propelleraxel med hjälp av ånga från ett dussin Yarrowpannor med ett tryck på 235 psi (1620 kPa; 17 kgf/cm2), fördelat på tre pannrum. De främre och bakre grupperna antog en modern oljeeldad konstruktion, men de fyra pannorna i det mellersta rummet var koleldade, så att bränsle lätt kunde erhållas i utländska hamnar där olja inte var tillgängligt. Nackdelen var att de producerade mycket mindre kraft, endast en sjättedel av fartygets totala effekt. Ångan från pannorna leddes in i två skorstenar, där upptagningarna från den koleldade centrala gruppen delades upp och leddes in tillsammans med dem från de oljeeldade pannorna i för- och akterskepp. Turbinerna var dimensionerade för 60 000 hästkrafter (45 000 kW) för att ge fartygen en hastighet på 30 knop. Bränsleförrådet på 1 610 ton eldningsolja och 810 ton kol skulle ge en räckvidd på 5 640 nautiska mil (10 450 km) vid 10 knop (19 km/h).
I slutändan var det bara Hawkins och Vindictive som använde denna motoruppsättning. Under sina sjötester 1919 nådde Hawkins en hastighet på 28,7 knop (53,2 km/h) från cirka 61 000 shp (45 000 kW) vid fullast, en något nedslående siffra eftersom hon hade konstruerats för 29 knop (54 km/h) vid detta deplacement.
I november 1917 beslutade amiralitetet att ersätta de koleldade pannorna i de tre minst avancerade fartygen med fyra oljeeldade pannor, men endast Raleigh fick faktiskt denna modifiering, som ökade hennes effekt till 70 000 shp (52 000 kW) för en teoretisk hastighet på 31 knop (57 km/h). Året därpå nådde Raleigh sin planerade hastighet under sina försök. Effingham och Frobisher bytte ut sina koleldade pannor mot ett enda par oljeeldade pannor som gav dem 65 000 shp (48 000 kW) för en teoretisk hastighet på 30,5 knop (56,5 km/h). De tre fartygen hade 2221 ton olja, vilket var avsett att ge dem en räckvidd på 5 640 nautiska mil (10 450 km) vid 10 knop (19 km/h).
Fartygens maskineri skulle ändras ytterligare i samband med senare ombyggnader och renoveringar.

### Bestyckning
Hawkins-klassens fartygs huvudbeväpning bestod av sju 45-kalibriga 19,1 cm Mk VI-kanoner i enkelmontage som skyddades av 25 mm kanonsköldar. Kanonerna avfyrade 91 kg tunga projektiler med en mynningshastighet på 840 m/s till sin maximala räckvidd på 19 307 meter. Fartygen hade 150 patroner per kanon. Fästena var till en början handdrivna, men efter kriget utrustades de med motorer för höjning och förflyttning. Eldrivna laddningsanordningar monterades aldrig och kanonerna kunde endast laddas manuellt. Kraven på långa rader av ammunitionshanterare, som fysiskt skulle föra patroner och patroner längs däcket från granathissen till varje kanon (och i fallet med den övre främre kanonen, fysiskt föra dem upp från ett däck till nästa) var särskilt besvärliga. Detta ledde till att fartygen hade en "oproportionerligt" stor besättning jämfört med liknande skepp.
Fartygen hade fem kanoner på mittlinjen, varav fyra var placerade i par för och akter om överbyggnaden, den femte kanonen var längre akterut på kvartsdäcket och de två sista bredvid den bakre skorstenen. För att få plats med sitt flygdäck färdigställdes HMS Vindictive med endast fyra kanoner, en framåt, två i vingpositionerna och en till höger akterut. Ytterligare revideringar av antalet och utformningen av huvudkanonerna skulle göras senare.
Klassens sekundärbeväpning var tänkt att bestå av tio 7,6 cm 20 cwt Mk I-kanoner. Sex av dessa var sjömålskanoner för att försvara sig mot torpedbåtsattacker, två i kasematter mellan de främre 19 cm kanonerna, ytterligare ett par på plattformar bredvid tornet och två på en plattform mellan skorstenarna. De sista fyra fungerade som luftvärnskanoner och var placerade längre akterut runt basen av huvudmasten. De avfyrade 5,7 kg granater med en mynningshastighet på 794 m/s. Varje kanon hade 300 patroner.
I praktiken varierade varje fartygs sekundärbeväpning. På sin höjd var det bara Hawkins och Raleigh som var utrustade med de avsedda kanonerna. Effingham och Frobisher utrustades inte med några 76 cm-sjömålskanoner och deras luftvärnskanoner ersattes av tre 10,2 cm Mk V-kanoner på HA Mark III-fästen. Ett par av dessa var placerade vid basen av huvudmasten och den tredje kanonen var placerad på kvartsdäcket. Vid en höjd av +30° hade deras 14,1 kg tunga granater en räckvidd på 12 436 meter med en mynningshastighet på 796 m/s. Resten av deras luftvärnsbestyckning bestod av ett par 40 mm kanoner som lades till under konstruktionen. Fartygen i Hawkins-klassen konstruerades med en nedsänkt 53,3 cm torpedtub på varje bredsida, med två ytterligare torpedtuber ovanför vattenytan som lades till under huvudmastens bas under byggnationen på varje bredsida.

### Pansar
Hawkins-klassen skyddades av ett pansarbälte av höghållfast stål i hela vattenlinjen som täckte större delen av fartygets sidor. Det var tjockast över pann- och maskinrummen där det var mellan 38 och 76 mm tjockt. Magasinen skyddades av ytterligare 13-25 mm HTS-band. Det fanns ett 25 mm tjockt tvärgående skott av kolstål i aktern och tornet skyddades av 76 mm tjocka HTS-plattor. Fartygens däckskydd bestod av 25- till 38 mm höghållfast stål.

## Cavendishsom hangarfartyg

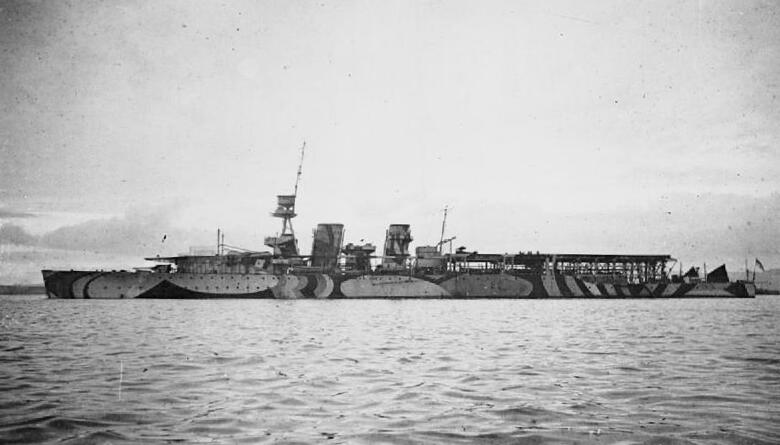
Vindictive strax efter hennes ombyggnad.

I januari 1917 granskade amiralitetet flottans behov av hangarfartyg och beslutade att beställa två fartyg med ett flygdäck och ett landningsdäck i aktern. Den första beställningen fick avbrytas i april 1917 på grund av brist på lediga varv, så amiralitetet beslutade att konvertera Cavendish, som redan var under konstruktion, i juni 1917. Hon döptes om till Vindictive för att föreviga namnet på den kryssare som sänktes i Operation VS och hennes konstruktion skyndades på för att hon skulle kunna tas i tjänst före sina systerfartyg.
Den främre 19,1 cm kanonen, två 7,6 cm kanoner och tornet togs bort och den främre överbyggnaden byggdes om till en 23,8 x14,9 meter stor hangar med plats för sex spaningsflygplan. Hangartaket, med en liten förlängning, bildade det 32,3 meter långa flygdäcket. Flygplanen hissades upp genom en lucka i den bakre delen av flygdäcket med hjälp av två lyftkranar. Landningsdäcket på 58,8 x 17,4 meter krävde att man avlägsnade det akterliga paret av 19,1 cm kanoner och flyttade de fyra 7,6 cm luftvärnskanonerna till en förhöjd plattform mellan skorstenarna, i stället för de 7,6 cm kanoner (konstruerade för att bekämpa ytmål) som var avsedda för den positionen. En 2,4 meter bred landgång på babordssidan förband landnings- och flygdäck för att möjliggöra att flygplan med vingarna uppfällda kunde rullas från det ena till det andra. En krockbarriär hängdes upp från "galgen" i den främre änden av landningsdäcket. För att öka hennes stabilitet efter att ha fått så mycket toppvikt utökades den övre delen av hennes torpedsskydd. Den 21 september 1918 slutförde hon sina sjötester och nådde en hastighet på 29,12 knop (53,93 km/h) från 63 600 shp (47 400 kW).

## Modifieringar

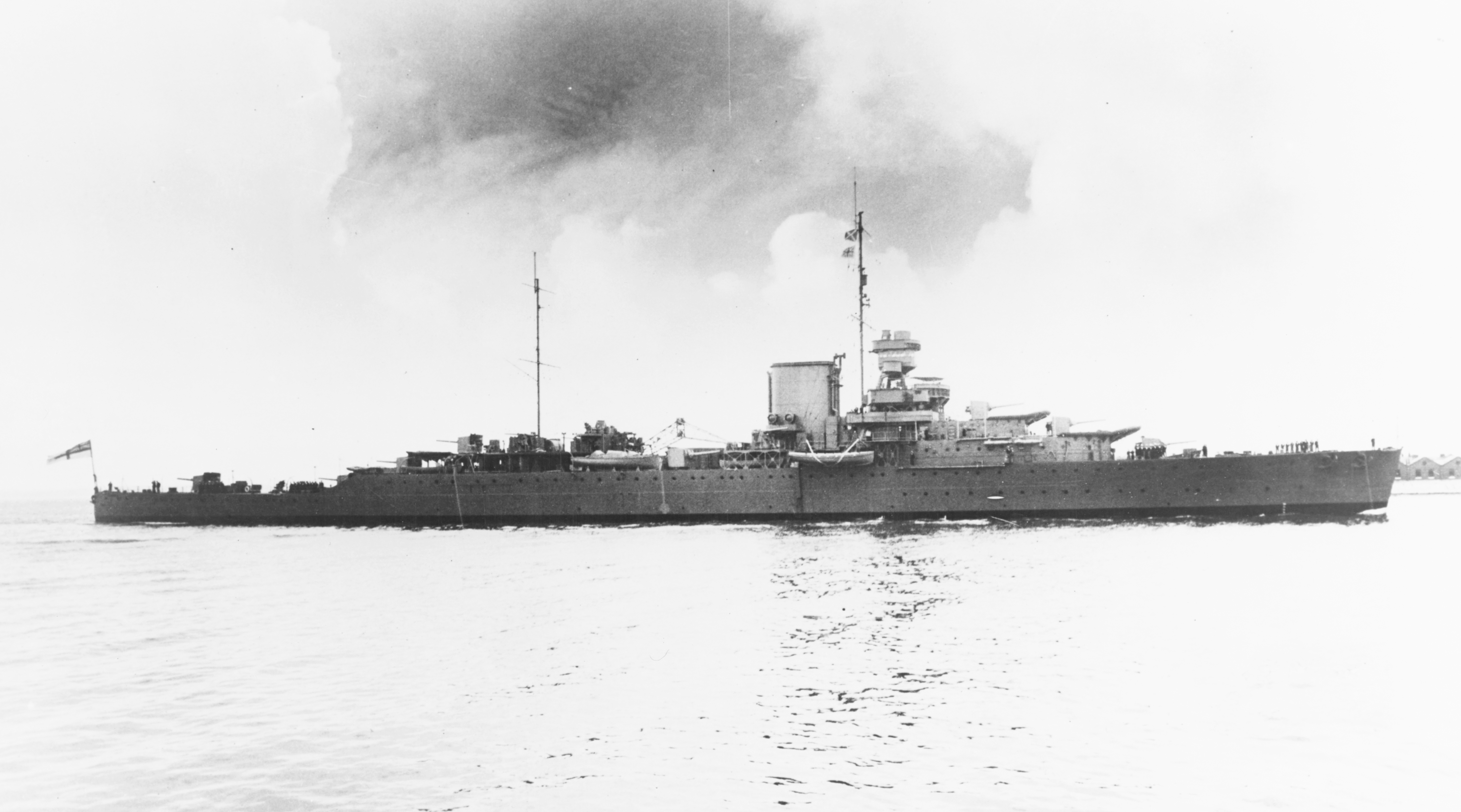
Effingham efter sin modernisering.

Den tidigaste ändringen gällde den sekundära beväpningen. Alla lågvinkelkanoner (för ytmål) var borta 1921 och Hawkins hade bara kvar sina fyra 7,6 cm luftvärnskanoner, medan Raleigh verkar ha fått två 10,2 cm kanoner i deras ställe.
Den första stora ombyggnaden av klassen skedde 1923, då Vindictive återigen omvandlades till en kryssare - men hangaren under bryggan behölls, och i stället för B-kanonen fick hon en prototyp av en flygplanskatapult, vilket gjorde att hon kunde ta med sig sex Fairey IIID-flygplan. Hennes reviderade kanonbeväpning bestod således av sex istället för sju 19,1 cm kanoner (en enda A-kanon framåt, två på vingfästena samt X-, Y- och Z-kanonerna bakåt - även om endast X- och Y-fästena faktiskt var tillägg till hennes beväpning, resten hade hon burit som hangarfartyg), och en reviderad luftvärnskonfiguration med tre 10,2 cm kanoner liknande Frobisher och Effingham.
1925 föreslogs att Frobisher och Effingham skulle kunna ombeväpnas till sex 20,3 cm kanoner i samma moderna tvillingtorn som användes på de nya kryssarna i County-klassen som då byggdes, vilket skulle ge fartyg med jämförbar eldkraft för en bråkdel av kostnaden, och en liknande ombyggnad av den delvis koleldade Hawkins skulle också kunna användas för att uppgradera hennes pannor (Vindictive uteslöts eftersom hennes flygplanskatapult ansågs vara en värdefull tillgång); Men förslaget förkastades - den befintliga tornkonstruktion som producerades för de nya kryssarna kunde inte användas i akter läge på de äldre fartygen, deras skydd mot långdistanskanoneld var svagt, det fanns problem med att hålla sig inom viktgränsen på 10 000 ton, och amiralitetet rapporterade att det skulle bli svårt och kostsamt att hitta ersättare som kunde ta över deras uppgifter medan de byggdes om.
Istället genomgick Hawkins en mer begränsad ombyggnad 1929, där de koleldade pannorna helt enkelt togs bort och de återstående åtta pannorna ökades till 55 000 axelhästkrafter (41 000 kW), även om detta ledde till att toppfarten minskade. Hon fick också sin onormala sekundärbeväpning på fyra 7,6 cm kanoner ersatt av lika många av samma 10,2 cm Mark V-kanoner som användes av hennes systerfartyg.
År 1930 föreslogs en annan moderniseringsplan som innebar att klassen skulle rustas med åtta 15,2 cm kanoner i dubbla torn, liknande den nya lätta kryssaren i Leander-klassen. Detta skulle ha varit lättare att genomföra än det tidigare förslaget om dubbla 20,3 cm torn, men återigen gjordes ingenting. Den brittiska regeringen lade stor vikt vid att fastställa överenskomna gränser för antalet tunga kryssare i världens stora flottor, och ett erbjudande om att ta Hawkins-klassen ur tjänst var avgörande för att få till stånd Londonavtalet, som underförstått accepterade att de alla skulle tas ur tjänst senast 1936. Att bara omvandla dem till moderna lätta kryssare skulle knappast ha varit i enlighet med avtalets anda.
Hawkins-klassen skrotades dock inte. Istället återupplivades de genom att omklassificeras till utbildningsfartyg. Som ett första steg omklassificerades Frobisher 1932, och en av hennes akterkanoner och två av hennes 10,1 cm kanoner togs bort. 1935 ersattes den övre akterkanonen med en flygplanskatapult, och 1936, för att bättre överensstämma med avtalet, reducerades hennes beväpning till en enda 12 cm kanon. År 1937 gjordes en särskild demilitarisering av Vindictive med en mer omfattande ombyggnad; inte bara minskades hennes beväpning till två 12 cm kanoner framåt och en 40 mm "pom-pom" akterut, utan hennes inåtvända propellrar och tillhörande turbiner togs också bort, tillsammans med tillhörande pannor och den akterliga skorstenen, vilket minskade hennes hastighet till 24 knop. En omarbetad överbyggnad gav kadettbostäder, medan det tomma pannrummet i aktern blev en tvättstuga, och bränslekapaciteten sjönk till 1 000 ton. Hawkins avväpnades helt enkelt och placerades i reserv.
År 1937 påbörjade Effingham dock en omfattande ombyggnad som gjorde henne till en lätt kryssare, om än med en mer gammaldags konfiguration med nio BL 15,2 cm Mark XII-kanoner på CP Mark XIV enkelmonteringar. Detta uppnåddes genom att bygga om överbyggnaden för att öka antalet positioner fram och bak från två till tre, betecknade "A", "B" och "C" respektive "W", "X" och "Y", samtidigt som man behöll kanonerna på båda sidorna och den ena till höger akterut på kvartsdäck i position "Z". Den sekundära beväpningen blev åtta QF 10,1 cm Mark XVI-kanoner i fyra HA/LA Mark XIX dubbelmonteringar, åtta QF 2 40 mm Mark VIII-kanoner i två fyrdubbla monteringar och tolv Vickers 12,7 mm kulsprutor i tre fyrdubbla monteringar. De nedsänkta torpedtuberna och de efterföljande pannrummen togs bort, men de ersattes med extra bränsleförråd, och efter modifieringar av hennes återstående maskineri minskade hennes totala effekt endast något till 61 000 shp (45 000 kW). Hon hade en ny brygga, hennes ursprungliga trebenta mast och "spott-topp" ersattes av en rak mast och monterade en kran mittskepps avsedd för ett spaningsflygplan, även om det inte är klart om den tillhörande katapulten någonsin monterades, och troligen fanns det aldrig något flygplan ombord.
År 1939 gick Vindictive in i hamn för vad som var tänkt att bli en ombyggnad till en liknande konfiguration, men arbetet gick långsamt och med tanke på de omfattande ändringarna av hennes maskineri beslutades det att förenkla ombyggnaden. I oktober 1939 övervägdes en blygsam upprustning med fyra 15,2 cm kanoner i A- och B-positioner fram och X- och Y-positioner akterut, med möjlighet att senare lägga till ytterligare kanoner på vingfästena; en luftvärnsbeväpning med tre 10,1 cm kanoner med eldledning i "jagar-stil" och fyra enkla 40 mm kanoner föreslogs, och även om den extra toppvikten förväntades sänka toppfarten till 23 knop, hoppades man att tvättstugan skulle kunna omvandlas till bränslelagring, vilket skulle öka räckvidden. I händelse av detta beslutades det att hon skulle kunna vara mer användbar (och mycket snabbt) ombyggd till ett reparationsfartyg, som så småningom beväpnades med sex 10,2 cm kanoner, två fyrdubbla 40 mm "pom-poms" och ett antal 20-millimeters Oerlikon-automatkanoner.
Det hade också planerats att bygga om Hawkins och Frobisher på samma sätt som Effingham, men andra prioriteringar förhindrade detta. De ombeväpnades helt enkelt för kriget med sina ursprungliga 19,1 cm kanoner. Hawkins togs åter i bruk 1940 med sin ursprungliga huvudbeväpning återställd och en reviderad sekundärbeväpning bestående av fyra 10,1 cm luftvärnskanoner, två fyrdubbla 40 mm "pom-pom"-fästen och åtta 20 mm Oerlikons på enkelfästen. Frobisher återfick däremot aldrig sina sidokanoner, och detta gjorde det möjligt att förlänga vapendäcket med sina 10,2 cm kanoner ut till fartygets sidor och öka deras antal till fem (två på varje sida mittskepps och den ena akterut på hennes kvartsdäck); det var vid ett tillfälle tänkt att hon skulle få två fyrdubbla pom-poms, två enkelmonterade 40 mm kanoner och tre Oerlikon-kanoner, men problem under ombyggnaden innebar att dessa reviderades till fyra fyrdubbla pom-poms och sju Oerlikons innan hon var färdigställd 1942. Undervattenstorpedtuberna togs bort, men hon hade nu en fyrdubbel montering på däcket.
Frobisher förlorade också de katapultanordningar som hon hade fått 1935. Båda fartygen fick en utrustning med Typ 273 eldledningsradar på bryggan, Typ 286 för luftmål i masttopparna och en Typ 275 för avståndsbestämning. Ytterligare tillägg under kriget modifierade luftvärnsbeväpningen och förstärkte i allmänhet "pom-pom"-arrangemangen och ökade antalet 20 mm-kanoner.
Frobisher fick en sista ombyggnad 1944-1945, då hon återigen konverterades till ett träningsfartyg, med tre 19,1 cm kanoner i A-, Y- och Z-positionerna och en enda 10,1 cm luftvärnskanon i B-positionen framåt, plus ett minskat antal Oerlikons och några kulsprutor, samt sina fyrdubbla torpedtuber.

## Skepp i klassen
| Namn      | Namne                          | Varv                                 | Påbörjad       | Sjösatt         | I tjänst       | Öde |
| --------- | ------------------------------ | ------------------------------------ | -------------- | --------------- | -------------- | --- |
| Hawkins   | John Hawkins                   | HM Dockyard, Chatham                 | 3 juni 1916    | 1 oktober 1917  | 19 juli 1919   | Skrotad vid Dalmuir 1947.                                                                                    |
| Raleigh   | Walter Raleigh                 | William Beardmore & Company, Dalmuir | 4 oktober 1916 | 28 augusti 1919 | juli 1921      | Gick på grund vid Point Amour, Forteau Bay, Labrador, 8 augusti 1922. Skrotad i september 1926.              |
| Frobisher | Martin Frobisher               | HM Dockyard, Devonport               | 2 augusti 1916 | 20 mars 1920    | 3 oktober 1924 | Skrotad i Newport 1949.                                                                                      |
| Effingham | Charles Howard, Lord Effingham | HM Dockyard, Portsmouth              | 2 april 1917   | 8 juni 1921     | 9 juli 1925    | Gick på grund vid Faksen Shoal, Bodø, Norway, 18 maj 1940. Sänkt av torpeder från HMS Matabele, 21 maj 1940. |
| Cavendish | Thomas Cavendish               | Harland & Wolff, Belfast             | 29 maj 1916    | 17 januari 1918 | 1 oktober 1918 | Ombyggd till hangarfartyg och bytte namn till Vindictive, juni 1917. Skrotad i Blyth 1946.                   |

## Tjänstgöring

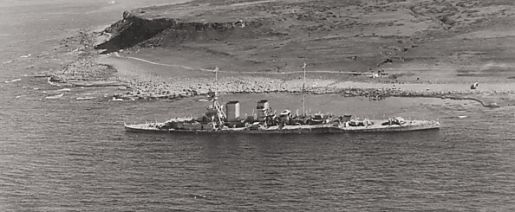
efter att hon gick på grund vid Point Amour 1922.

- Raleigh hade den kortaste karriären av alla fartyg i klassen och var bara i drift i ett år innan det förliste och därefter skrotades.
- Effingham förlorades tidigt i kriget under de allierades motattack i Norge. Hon gick på grund på ett okänt sund och förstördes av allierade fartyg.
- Hawkins tjänstgjorde under andra världskriget som konvojeskort i Indiska oceanen och gav eldunderstöd under landstigningen i Normandie.
- Frobisher tjänstgjorde under andra världskriget som konvojeskort och som depåfartyg vid landstigningarna i Normandie. Efter torpedskador i en S-båts attack rustades fartyget om 1944-1945 för en övningsroll, med en motsvarande minskning av bestyckningen.
- Vindictive tjänstgjorde i många olika roller och skrotades slutligen 1946.